# Hippolyte Boulenger
Hippolyte Emmanuel Boulenger, född 3 december 1837 i Tournai, död 4 juli 1874 i Bryssel, var en belgisk landskapsmålare. Han influerades av Barbizonskolan och kallas ofta "den belgiske Corot".
Hippolyte Boulenger föddes i en fransk familj. Han växte upp i födelsestaden och bodde i Paris åren 1850-1853. Under Parisåren studerade han teckning. Då han 1853 blev föräldralös begav han sig till Bryssel för att arbeta i en designateljé. Om aftnarna studerade han vid Académie Royale des Beaux-Arts tillsammans med Joseph Quinaux, en landskapsmålare.
År 1863 mötte han porträttmålaren Camille Van Camp som blev en mentor till honom. Samma år ställde han ut sin första målning vid salongen i Bryssel.
Boulenger reste till Tervuren 1864 och bildade med likasinnade konstnärer en grupp, kallad van Tervurenskolan (den belgiska motsvarigheten till Barbizonskolan). Vid denna tid var hans förebild Jean-François Millet medan hans senare verk låg nära Camille Corots konst.
Från och med 1866 var han känd inom belgiska konstnärskretsar. Han gifte sig 1868 och flyttade till Zaventem men återvände till Tervuren 1870. De sista åren av hans liv var hans mest produktiva period. År 1872 vann han en guldmedalj från salongen i Bryssel för målningen De oude Haagbeukdreef.
Det var hans förslag som ledde till grundandet av Société Libre des Beaux-Arts, en belgisk grupp av unga konstnärer med medlemmar som Félicien Rops och Constantin Meunier.
Han fick epilepsi och missbrukade alkohol, vilket ledde till en tidig död. Han avled på ett hotell i Bryssel.

## Galleri

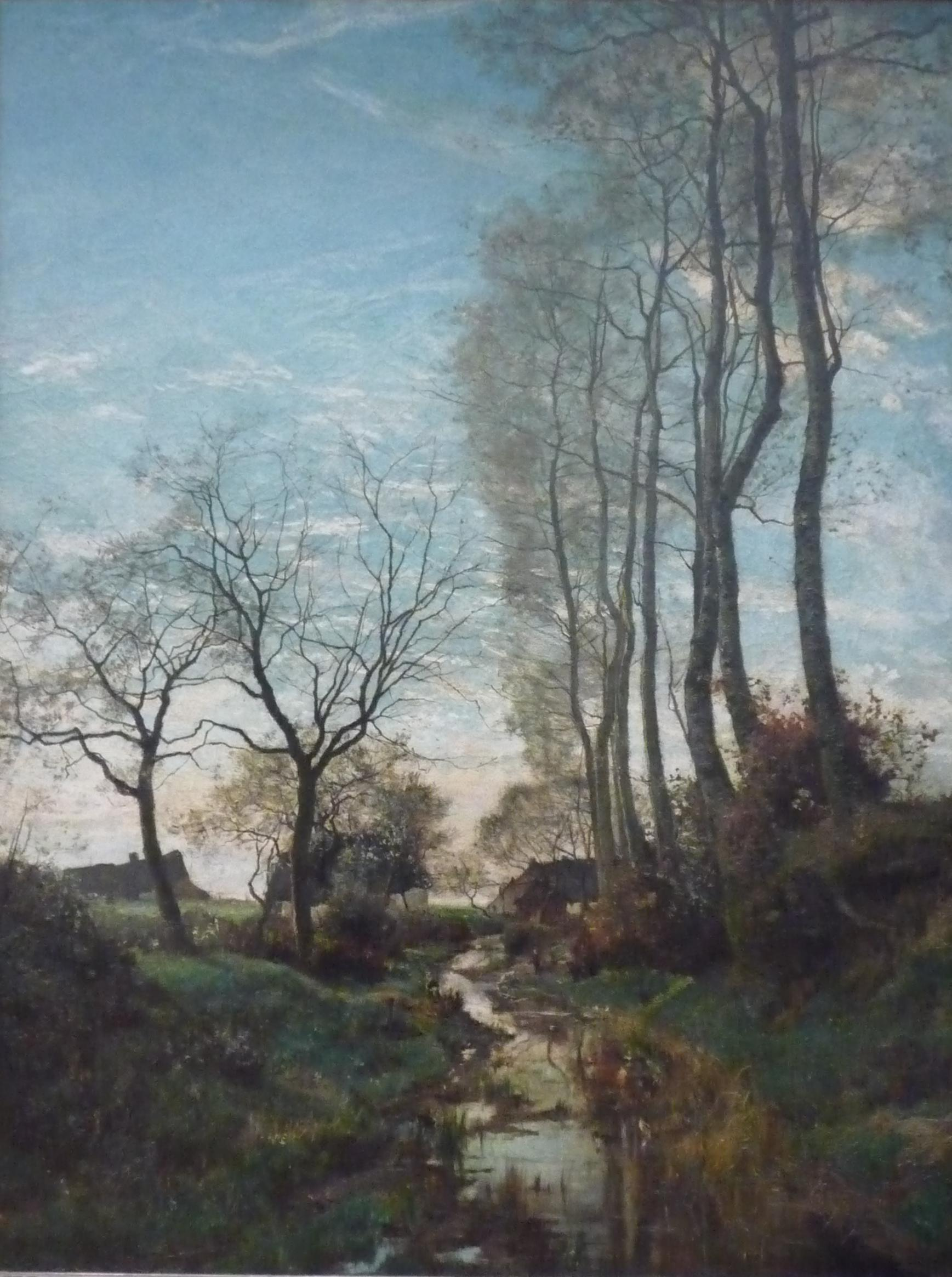
Hippolyte Boulenger: Josaphatdalen vid Schaerbeek; olja på kanvas, 1868.